# Кропивник-2 (заповідне урочище)
Кропи́вник-2 — заповідне урочище в Україні. Об'єкт природно-заповідного фонду Івано-Франківської області.
Розташоване в межах Долинського району Івано-Франківської області, на захід від села Кропивник.
Площа 14 га. Статус надано згідно з рішенням облвиконкому від 19.07.1988 року № 128. Перебуває у віданні ДП «Вигодський лісгосп» (Мізунське л-во, кв. 12, вид. 16).
Статус надано для збереження частини лісового масиву високопродуктивними насадженнями модрини європейської, смереки і ялиці з участю бука. Вік насаджень — понад 120 років.
Внаслідок усихання вершин і крон дерев насадження втратило естетичний вигляд та функції заповідного об'єкта.